# Halichaetonotus decipiens
Halichaetonotus decipiens är en djurart som tillhör fylumet bukhårsdjur, och som beskrevs av Adolf Remane 1926. I den svenska databasen Dyntaxa används istället namnet Halichaetonotus dubius. Halichaetonotus decipiens ingår i släktet Halichaetonotus och familjen Chaetonotidae. Arten är reproducerande i Sverige. Inga underarter finns listade i Catalogue of Life.